# 达米恩·赫斯特
达米恩·赫斯特（Damien Hirst，又译“达明·赫斯特”、“达米安·赫斯特”，1965年6月7日—）生于布里斯托，是英國青年藝術家的主要代表人物之一。他主导了1990年代的英国艺术发展并享有很高的国际声誉。赫斯特在1986年9月就读于倫敦大學金匠學院。1995年获得英国当代艺术大奖特纳奖。
赫斯特对于生物有机体的有限性十分感兴趣。他把动物的尸体浸泡在甲醛溶液里的系列作品《自然历史》（Natural History）有着极高的知名度。他的标志性作品就是《生者对死者无动于衷》（The Physical Impossibility of Death in the Mind of Someone Living）， 一条用甲醛保存在玻璃柜里面的18英尺长的虎鲨。这件作品在2004年进行销售，其价格之高让赫斯特在作品价格最高的在世艺术家中排名第二。
赫斯特在作品里还频繁地使用日常素材，这可以在作品《对逃亡的后天无能》（The Acquired Inability to Escape）里看出来。一个人造环境里，光滑的具有设计感的现代玻璃窗认真地提醒我们这是一个玻璃缸，或者动物圈养场。赫斯特所展示的是，尽管在对逃避现实进行彻底尝试，但试图想要摆脱这种白领阶层的存在圈套是不可能的。典型的办公风格元素作为人类出席过的痕迹，同样也暗示着，在一个贫瘠和人造的环境里，生命不能被减少至仅仅具有功能性。

## 传记
達米恩·赫斯特出生於英國布里斯托爾，在列斯長大。他的父親是一位汽車維修兼銷售員，母親名叫瑪莉，過去是一位天主教徒，在市民諮詢局（Citizens Advice Bureau）工作。赫斯特的父母在他12歲時離異，而母親則曾表示｢從他年輕時就管不住他｣。赫斯特曾兩度因行竊而遭逮捕。赫斯特認為他的母親並不是可以容忍他的叛逆的人；她曾將赫斯特的龐克皮褲剪成碎片，把他的性手槍唱片放在爐子上加熱做成裝水果的碗。他說：｢如果她不喜歡我的穿著，她會很快的把我從公車站帶走。｣然而，赫斯特的母親鼓勵赫斯特繪畫，這可能是她對赫斯特的教育之中唯一成功的部份。
他的求學過程有許多波折；他的美術老師為了讓他接受第六學年的課程而向學校求情。後來他在列斯的藝術與設計學校就讀，儘管他一開始被拒絕。畢業後他在倫敦的建築工地工作了兩年，接著進入倫敦大學金匠學院就讀（1986-89年），起先他也一度遭到拒絕。在學生時期，他曾在太平間兼過職，這很可能影響了他日後創作的主題與選擇的素材。
赫斯特承認在1990年代期間曾沉迷於毒品與酒精：｢我開始用古柯鹼與酒...我成了個他媽的廢物。｣他因荒誕的行為而出名，譬如曾在記者面前將香菸頂在陰莖上。他之前常在倫敦蘇活區知名的Groucho俱樂部出沒，但後來因為他的行為而被拒絕往來。
2002年，赫斯特戒了菸酒，在戒除的初期，他的妻子米亞｢倍受驚嚇，不得不搬離｣。赫斯特的好友，The Clash樂團的前主唱Joe Strummer在這年因心臟病去世，使得赫斯特深受打擊。｢這是我第一次感受到死亡。｣之後他開始投注心力到慈善事業之中，創立了Strummerville－以Joe Strummer為名的基金會，以幫助年輕音樂家為宗旨。
他的妻子米亞·諾曼（Maia Norman）是加州人。他們的長子Connor出生於1995年，次子Cassius出生於2000年；三子Cyrus出生於2007年。Connor出生後，赫斯特就將他大部分的時間花在經營位於德文郡北部一間有300年歷史的農場旅館上。

## 職業生涯

### 嶄露頭角，1988–1991
1988年，在金匠學院的第二年，赫斯特成為獨立學生藝術展覽「Freeze」的主要召集人，並得到倫敦港發展公司（London Docklands Development Corporation）的贊助，在倫敦碼頭區的廢棄大樓舉辦了展覽。得力於金匠學院的講師Michael Craig-Martin的影響，多位英國重量級的藝術評論家，包括查理斯·沙奇、Norman Rosenthal與尼可拉斯·賽洛塔都曾參觀過這次的展覽。赫斯特自己展出了一個由一大堆繪有家族畫像的硬紙板所拼湊而成的作品。
畢業後，赫斯特參加了劍橋茶壺院美術館（Kettles Yard Gallery）的「新一代時人」展覽。同時他也為了尋求經紀人而與Karsten Schubert接洽，但雙方最後沒有談攏。  
1990年，赫斯特的朋友卡爾·弗里德曼（Carl Freedman）與比利·薩爾曼（Billee Sellman）協助赫斯特在倫敦貝蒙德賽（Bermondsey）的廢棄工廠舉辦了兩個重要的展覽：當代醫學和賭徒。查理斯·沙奇參觀了第二場展覽，根據弗里德曼所說，史塔奇對赫斯特的一個動物展覽品「驚訝到呆立原地、瞠目結舌」－那件作品是赫斯特的「一千年」，一個巨大的玻璃箱中擺了一顆腐敗的牛頭以及無數的蒼蠅和蛆蟲。沙奇最後買下了這個作品。
1991年，赫斯特在倫敦舉辦第一場個展：「In and Out of Love」；他也在當代藝術學會（ICA，Institute of Contemporary Arts）、巴黎Emmanuel Perrotin美術館舉辦過個展。赫斯特亦在薩本泰藝廊（Serpentine Gallery）舉辦的藝術家新人展「Broken English」中擔任召集工作。
赫斯特認識了杰·賈普林（Jay Jopling）。賈普林後來成為赫斯特的經紀人。

### "沙奇時期"，1991–2003
沙奇提供赫斯特經費，讓赫斯特作任何他想做的創作，而成果則於1992年在倫敦北部的沙奇藝廊的展覽「新一代英國藝術家」展出。赫斯特的作品是「生者對死者無動於衷（The Physical Impossibility of Death in the Mind of Someone Living）」－一隻保存在充滿甲醛的玻璃櫃中的鯊魚。這件作品一共花了五萬英鎊，鯊魚自澳洲捕獲，花費六千英鎊。一千年這件作品也有展出。因為這次的展覽，赫斯特被提名為當年度的透納獎，但最後的得獎者是英國雕刻家Grenville Davey。
1993年，赫斯特參加他的首個重要國際級展覽：威尼斯雙年展。他展出的作品是「母子分離（Mother and Child Divided）」，一隻被剖半的母牛與小牛，分別放在甲醛玻璃箱中。1994年，赫斯特在倫敦薩本泰藝廊舉辦「有些生氣了，有些走掉了（Some Went Mad, Some Ran Away）」展覽，展出作品「遠離羊群（Away from the Flock）」－一隻保存在甲醛玻璃箱中的綿羊。展出期間，一位來自牛津的35歲藝術家馬可·布里居（Mark Bridger）將墨汁倒進箱子裡，並聲稱作品命名為「黑羊」。布里居隨後被起訴，判處兩年緩刑；該作品花了1000英鎊以修復。
1995年，紐約公共衛生部門禁止他的作品「兩個在幹，兩個在看（Two Fucking and Two Watching）」參加展出；這件作品是一隻腐敗的公牛與母牛，原因是「擔心觀眾會吐」。此外，在首爾、倫敦以及薩爾茨堡都舉辦了個展。他還為布勒樂團執導了「鄉村路」的MV；此外，他的作品「無感於絕對的腐敗（No Sense of Absolute Corruption）」於紐約Gagosian Gallery展出；短片「到處遊蕩（Hanging Around）」於倫敦展出，由赫斯特編劇並執導，艾迪·依薩演出。同年，赫斯特獲得透納獎。
1997年，「知覺」展覽在倫敦皇家學院開幕，「一千年」以及其他赫斯特的作品均參加展出，赫斯特的作品一如往常，引來極多的爭議，但觀眾對於英國新一代藝術家的接受度亦比以往提升了不少。
1998年，赫斯特的自傳兼藝術書籍《I Want To Spend the Rest of My Life Everywhere, with Everyone, One to One, Always, Forever, Now》出版，廣受好評。他還與布勒樂團的艾力克斯·詹姆士以及演員凱斯·艾倫合組了名叫「Fat Les」的樂團，推出的單曲Vindaloo（葡萄牙語中的一種印度菜）還曾登上1998年英國單曲排行榜的第二位。赫斯特並為小獵犬二號探測計畫繪製一份彩色檢測圖表，讓小獵犬二號探測器在火星登陸之後用來校正攝影機。他還受邀擔任英國文化協會在1999年威尼斯雙年展的代表，但他拒絕了，原因是「感覺不對勁」。他控告英國航空在低價航線「Go」的商標設計上侵犯了他的著作權。
2000年，赫斯特的雕刻「讚美詩」在沙奇藝廊的展覽「蟻聲（Ant Noises，是sensation的字謎）」展出。在報導中，沙奇以一百萬英鎊買下這部作品。赫斯特隨後控告自己侵犯了這份雕刻作品的著作權，他史無前例地將這個雕刻複製了三份，並全部售出。9月，紐約舉辦了展覽「達米恩·赫斯特：模型，方法，逼近，假設，結果和發現。」，在三個月內有10萬名參觀者，所有展出的作品全部售出。
2002年9月10日，911事件一周年的前夕，他接受BBC的訪問：
「整起911事件，與藝術作品在某方面有一些相似性...。當然，這起事件在視覺效果上很驚人，你不得不承認，他們（指引發事件的攻擊者）做了一件誰都想不到的大事，尤其是對美國這樣的大國。在某些方面他們的成就值得喝采，因為他們讓大部分的人都相形失色，儘管是一件非常危險的事。」
新聞稿刊出的一周內，赫斯特的發言引來各界的撻伐。他隨後透過公司發表了聲明稿：
「對於我所引發的任何不快，尤其是對這起可怕的事件的受害者家屬，我表達誠摯的歉意。」
2003年4月，沙奇藝廊在倫敦郡議會舉辦展覽，包括赫斯特的回顧展。這次的展覽使兩人之間的緊張關係進一步惡化，赫斯特甚至不把這次的展覽紀錄在他的個人履歷之中。起因是赫斯特一件為了慈善事業而創作的作品－一輛被塗上他的商標圖樣的迷你－被煞有介事地展出，但赫斯特認為那只是即興之作。這起事件也導致之後將在泰特現代藝術館舉辦的回顧展被取消。他指責沙奇「幼稚」，「我可不是查里斯·沙奇的猴子...他只憑金錢的價值來評斷藝術...他以為他可以靠金錢的力量來影響藝術，而且他一直執迷不悟。」
2003年9月，「不確定年代中的羅曼史」在倫敦白方塊藝廊展出，展覽和作品的收入據報導高達一千一百萬英鎊，使他的財產增加到三千五百萬英鎊以上，塑像作品「慈善（Charity）」被一位韓國百貨公司的業主以一百五十萬英鎊買走，展示在他所開設的百貨公司之中。這件作品高6.7公尺，重達六噸，是一位患有小兒麻痺、右腿裝著鐵製輔助支架的小女孩，並抱著一隻貓和一個捐獻箱。捐獻箱是壞的，裡頭空無一物。
「慈善」的副本在倫敦哈克斯頓廣場展出，擺設在白方塊藝廊前。藝廊內的地下室有12個玻璃櫃，分別代表耶穌的十二門徒。每個箱子裡都裝著血腥、恐怖的擺設，象徵各個門徒的命運與遭遇。最後還有個空的櫃子，代表耶穌本人。在藝廊樓上，有四個小玻璃箱，裝著插滿剪刀利刃的牛頭。這樣的作品被認為是傳統天主教意象中「超凡的靈性體驗」。。同時，赫斯特從沙奇手中買回自己的12件作品，是沙奇所藏赫斯特作品數量的三分之一。總共的金額據報導高達八百萬英鎊。

### 後沙奇時期，2004–
2004年五月24日，藝術品倉儲與轉運公司莫馬特的倉庫發生大火，火災摧毀了沙奇的大量收藏品，包括17件赫斯特的作品。「慈善」這件塑像放在倉庫外的廣場上，因此逃過一劫。
7月，赫斯特發表有關他與沙奇之間關係的談話：「我尊敬查理斯。我們之間其實沒有甚麼嫌隙，如果我們碰面，我們會聊天，但總之我們也不是互相稱兄道弟的好夥伴就是了。」
年底，赫斯特受託為Band Aid設計單曲封面，樣式是一個非洲孩子蹲坐在地上，但這樣的設計不受欣賞，唱片公司用一隻站在雪中的馴鹿和小孩代替。
12月，「生者對死者無動於衷」被沙奇售出，買主是美國藝術品收藏家、格林威治對沖基金經理Steve Cohen，金額達到1200萬美金（650萬英鎊），由赫斯特在紐約的仲介Gagosian促成。Cohen隨後將這件作品捐贈給紐約現代藝術博物館。尼可拉斯·賽洛塔曾希望買下它並展示在泰特美術館，英國影子內閣的藝術部門閣員雨果·斯威爾（Hugo Swire）甚至曾發公文請政府盡力讓該作品留在國內，然而當前英國的藝術品出口法規無法限制仍在世的藝術家。
2005年3月，紐約Gagosian Gallery展出赫斯特的30件繪畫作品。這些作品歷時3年半完成，以照片為基礎並由助手協助，作後由赫斯特親自完成。
2006年2月，墨西哥Hilario Galguera Gallery舉辦赫斯特的展覽「神之死，在沒有神的愚者之船上更了解生命（The Death of God, Towards a Better Understanding of Life without God aboard The Ship of Fools）」。這是赫斯特第一次在拉丁美洲舉辦展覽，吸引了當地媒體大幅報導。
2006年，赫斯特的「一千年」與四份三連畫，包含一件新的甲醛製品：「寂寞之寂靜（The Tranquility of Solitude）」於Gagosian Gallery和法蘭西斯·培根的一幅三連畫並肩展出。「寂寞之寂靜」這件作品乃是受到培根的啟發而作。

## 延伸阅读
- Blanché, Ulrich. . Baden-Baden, DEU: Tectum Verlag. 2018. ISBN 978-3-8288-4030-0 （英语）.
- Pogrebin, Robin. . The New York Times. 21 February 2017  [22 February 2017]. （原始内容存档于2022-12-06）.
- Blanché, Ulrich. . Bielefeld, DEU: transcript Verlag. 2014  [22 February 2017]. ISBN 978-3839421390 （德语）.
- Thompson, Don. . New York, NY: St. Martin's Press. 2012  [22 February 2017]. ISBN 978-0230341937 （英语）.
- Benhamou-Huet, Judith. . Paris, FRA: Grasset. 2012  [22 February 2017]. ISBN 978-2246800002 （法语）.
- Tomkins, Calvin. . New York, NY: Henry Holt and Co. 2010  [22 February 2017]. ISBN 978-1429946414 （英语）.